# François Modesto
François Modesto (* 19. srpna 1978, Bastia, Korsika, Francie) je francouzský fotbalový obránce, který působí v korsickém klubu SC Bastia. Hraje na postu stopera (středního obránce). Mimo Francii hrál v Itálii a Řecku.